# Врбоваць (Дарувар)
45°35′ пн. ш. 17°15′ сх. д. / 45.59° пн. ш. 17.25° сх. д.
Врбоваць (хорв. Vrbovac) — населений пункт у Хорватії, у Б'єловарсько-Білогорській жупанії у складі міста Дарувар.

## Населення
Населення за даними перепису 2011 року становило 561 осіб.
Динаміка чисельності населення поселення: